# Condado de Barton (Kansas)
El condado de Barton (código de condado BT) es uno de los 105 condados del estado de Kansas, en Estados Unidos. La sede del condado es Great Bend, que también es su ciudad más poblada. El condado posee un área de 2.332 km² (de los cuales 17 km² están cubiertos de agua), una población de 27.501 habitantes y su densidad de población es de 11,9 hab./km² (según el censo nacional de 2006). Este condado fue fundado el 26 de febrero de 1867.